# توکای دم‌زنگاری
توکای دم‌زنگاری ( Zoothera heinei ) گونه‌ای از پرندگان خانواده توکایان (Turdidae) است که از نزدیک با توکای باسی ( Zoothera lunulata ) که بیشتر گسترش یافته است، مرتبط است. در شرق استرالیا و پاپوآ گینه نو یافت می‌شود.
زیستگاه طبیعی آن جنگل‌های معتدل و جنگل‌های جلگه‌ای نمناک نیمه‌گرمسیری یا گرمسیری است.